# Richard Mourdock
Richard Earl Mourdock (8 d'octubre de 1951) és un polític estatunidenc que va ocupar el càrrec de tresorer de l'estat d'Indiana del 2007 al 2014. Es va presentar amb el suport del moviment del Tea Party i va derrotar el senador Richard Lugar, que portava sis mandats en el càrrec, en les primàries republicanes el maig de 2012. Va perdre les eleccions del 6 de novembre de 2012 contra el congressista demòcrata Joe Donnelly.